# Itala
Itala  je nekdanja italijanska tovarna avtomobilov, ki jo je ustanovil Matteo Ceiran s petimi partnerji leta 1904 v Torinu. Leta 1929 je tovarno kupil Officine Metallurgiche di Tortona, dokončno pa je propadla leta 1934. Naslednje leto je preostalo premoženje tovarne odkupil Fiat. 

## Motošport
Tovarniško moštvo je pod imenom Fabbrica Auto Itala med sezonama 1904 in 1932 nastopilo na 93-ih dirkah, na katerih so dosegli osem zmag in šestnajst uvrstitev na stopničke.

### Zmage
| Sezona | Dirka                    | Dirkač           | Dirkalnik      | Poročilo |
| ------ | ------------------------ | ---------------- | -------------- | -------- |
| 1905   | Velika nagrada Cremone   | Carlo Raggio     | Itala          | Poročilo |
| 1905   | Targa Florio             | Alessandro Cagno | Itala          | Poročilo |
| 1907   | Coppa della Velocita     | Alessandro Cagno | Itala          | Poročilo |
| 1924   | Coppa della Perugina     | Emilio Materassi | Itala Speciale | Poročilo |
| 1925   | Velika nagrada Savia     | Emilio Materassi | Itala Speciale | Poročilo |
| 1925   | Velika nagrada Mugella   | Emilio Materassi | Itala Speciale | Poročilo |
| 1925   | Velika nagrada Montenera | Emilio Materassi | Itala Speciale | Poročilo |
| 1926   | Velika nagrada Montenera | Emilio Materassi | Itala Speciale | Poročilo |